# Nordgrønland (landsdel)
Nordgrønland (grønlandsk: "Avannaarsua") er en af de tre landsdele, som Grønland inddeles i.
Nordgrønland består af:
- Avannaata Kommune
- det nordlige af Nationalparken Nordøstgrønland (udenfor kommunal inddeling) [1] og
- Thule Air Base (udenfor kommunal inddeling) [2]